# Розкрийте вікна
«Розкрийте вікна» — радянський художній фільм 1981 року, знятий режисером Деві Абашидзе на кіностудії «Грузія-фільм».

## Сюжет
Головний герой — Нодар Герадзе — організатор ансамблів пісні та танцю та збирач старовинної музики Грузії.

## У ролях
- Омар Мхеїдзе — Нодар (дублював Олексій Золотницький)
- Шалва Херхеулідзе — Варден (дублював Олексій Алексєєв)
- Дудухана Церодзе — Єпросіне (дублювала Ніна Нікітіна)
- Натія Гогочурі — Нана (дублювала Лариса Даниліна)
- Зураб Капіанідзе — Антоні (дублював Володимир Ферапонтов)
- Віктор Нінідзе — Геронті (дублював Яків Бєлєнький)
- Грігол Талаквадзе —  Коціа (дублював Євген Шутов)
- Абессалом Лорія — Хахулі (дублював Павло Винник)
- Акакій Бакрадзе — Віталій (дублював Іван Рижов)
- Тенгіз Чантладзе — Муша (дублював Вадим Грачов)
- Резо Чейшвілі — Баноджа
- Мурман Джинорія — Котіко (дублював Володимир Гусєв)
- Є. Хачідзе — Бухуті
- Іраклій Азікурі — Джемал (дублював Валерій Малишев)
- Іване Сакварелідзе — Шаліко (дублював Костянтин Тиртов)
- Джемал Гаганідзе — епізод
- Александре Джаніашвілі — епізод
- Резо Імнаїшвілі — Банджо (дублював Віктор Філіппов)
- Гіві Тохадзе — епізод
- Бесаріон Хідешелі — епізод
- Нодар Чачанідзе — епізод
- Ш. Ахаладзе — епізод
- Г. Вардосанідзе — епізод
- Л. Замтарадзе — епізод
- Ц. Куталадзе — епізод
- А. Ломсадзе — епізод
- Т. Ухадзе — епізод

## Знімальна група
- Режисер — Деві Абашидзе
- Сценарист — Резо Чейшвілі
- Оператор — Абесалом Майсурадзе
- Композитор — Джансуг Кахідзе
- Художник — Крістесіа Лебанідзе